# Viktor Madarász
Madarász Viktor (Csetnek, 14 dicembre 1840 – Budapest, 10 gennaio 1917) è stato un pittore ungherese.
Era soldato e tenente nella guerra di indipendenza dell'Ungheria (1848-1849). Poi ha vissuto nel esilio ed ha studiato la pittura a Vienna e con Léon Cogniet a Parigi.